# Luisa de Reuss-Greiz
Luisa de Reuss-Greiz (en alemán, Luise Caroline Reuss zu Greiz; Greiz, 3 de diciembre de 1822 - Ernstbrunn, Baja Austria, 28 de enero de 1875) fue un miembro de la Casa de Reuss que por matrimonio, entre 1842 y 1852 fue princesa de Sajonia-Altenburgo, y después, entre 1854 y 1875, princesa de Reuss-Köstritz.

## Biografía

### Familia
Luisa de Reuss-Greiz era la hija mayor de Enrique XIX de Reuss-Greiz (1790-1836), príncipe reinante de Reuss-Greiz entre 1817 y 1836, y de la princesa Gasparina de Rohan-Rochefort (1798-1871). Tuvo una hermana menor: Isabel (1824-1861) quien se casó en 1844 con Carlos Egon III de Fürstenberg (1820-1892).

### Matrimonios y descendencia
Luisa de Reuss-Greiz se casó en Greiz el 8 de marzo de 1842 con el príncipe Eduardo de Sajonia-Altenburgo (Hildburghausen, 3 de julio de 1804 - Múnich, 16 de mayo de 1852). Viudo de Amalia de Hohenzollern-Sigmaringen desde el 14 de enero de 1841, Eduardo era el duodécimo y último hijo del duque Federico I de Sajonia-Hildburghausen (1763-1834) y de la princesa Carlota de Mecklemburgo-Strelitz (1769-1818).
De esta unión nacieron dos hijos:Alberto de Sajonia-Altenburgo (1843-1902), que se casó en 1885 con María de Prusia y después, en 1891, con Elena de Mecklemburgo-Strelitz, teniendo dos hijas de su primer matrimonio y María Gasparina de Sajonia-Altenburgo (1845-1930), que se casó en 1869 con Carlos Gunter de Schwarzburgo-Sondershausen, sin descendencia.
Viuda desde el 16 de mayo de 1852, Luisa de Reuss-Greiz se casó en Greiz, el 25 de diciembre de 1854, con Enrique IV futuro príncipe reinante (desde 1878) de la rama cadete de Reuss-Köstritz (Dresde, 26 de abril de 1821 - Ernstbrunn, 25 de julio de 1894), hijo de Enrique LXIII de Reuss-Köstritz y de Leonor de Stolberg-Wernigerode.
Nacieron seis hijos de esta unión:
- Enrique XXIV de Reuss-Köstritz (1855-1910), casado en 1884 con Leonor de Reuss-Köstritz (1860-1931), y tuvieron cinco hijos;
- Un hijo nacido muerte en Trebschen, el 22 de noviembre de 1856;
- Un hijo nacido muerto, el 2 de diciembre de 1858;
- Leonor de Reuss-Köstritz (1860-1917), casada en 1908 con Fernando, zar de Bulgaria (1861-1948), sin descendencia, se convirtió entre 1908 y 1917 en reina consorte de Bulgaria;
- Un hijo macido muerto en Ernstbrunn, el 16 de octubre de 1861;
- Isabel de Reuss-Köstritz (1865-1937), soltera.

### Muerte
Luisa de Reuss-Greiz murió a la edad de 52 años en Ernstbrunn, Baja Austria, el 28 de enero de 1875..

## Títulos y tratamientos
Esta tabla aún no está actualizada. Puedes contribuir aportando información sobre títulos y tratamientos de esta persona.